# Matías Dutour
Fernando Matías Dutour Pizzorno (n. Rivera, Uruguay; 11 de junio de 1995) es un futbolista uruguayo que juega como interior izquierdo, aunque también puede desempeñarse como lateral izquierdo.
Actualmente milita en el Rocha Fútbol Club de la Segunda División Profesional de Uruguay.

## Trayectoria
Fue ascendido al primer equipo de Club Nacional de Football el 2 de agosto de 2014 por el técnico Álvaro Gutiérrez debido a lesiones y enfermedades de algunos jugadores. Sin embargo no fue considerado por el técnico para disputar partidos.
Debido a que no arregló con Nacional, Matías se marchó del club.
Firmó contrato con Rocha Fútbol Club el 12 de octubre de 2015, para defender el equipo en la temporada 2015-16 de Segunda División y buscar el ascenso a la máxima categoría.
En la fecha 1 estuvo en el banco de suplentes pero no ingresó, perdieron 2 a 1 con Atenas. En la fecha 2 no fue convocado y perdieron 3 a 2 contra Boston River.
Su debut como profesional se produjo el 7 de noviembre de 2015, en la fecha 3 del campeonato contra Progreso, ingresó al minuto 75 por Rodrigo Pérez, Matías utilizó la camiseta número 10 y ganaron 2 a 0.

## Estadísticas
Actualizado al 19 de agosto de 2016.
| Club            | Div.          | Temporada     | Liga  | Liga  | Copas nacionales | Copas nacionales | Torneos internacionales | Torneos internacionales | Total | Total |
| Club            | Div.          | Temporada     | Part. | Goles | Part.            | Goles            | Part.                   | Goles                   | Part. | Goles |
| --------------- | ------------- | ------------- | ----- | ----- | ---------------- | ---------------- | ----------------------- | ----------------------- | ----- | ----- |
| Rocha · Uruguay | 2.ª           | 2015/16       | 10    | 0     | -                | -                | -                       | -                       | 10    | 0     |
| Rocha · Uruguay | 2.ª           | 2016          | 0     | 0     | -                | -                | -                       | -                       | 0     | 0     |
| Rocha · Uruguay | Total club    | Total club    | 10    | 0     | 0                | 0                | 0                       | 0                       | 10    | 0     |
| Total carrera   | Total carrera | Total carrera | 10    | 0     | 0                | 0                | 0                       | 0                       | 10    | 0     |

## Vida personal
Matías nació con una malformación en su brazo izquierdo que lo obligó a usar una prótesis desde temprana edad para poder hacer muchas de sus actividades cotidianas. Sin embargo, pese a las dificultades y a un pronóstico adverso, Dutour siguió ilusionado con convertirse en futbolista profesional, algo que con sacrificio y talento pudo concretar. Fue superando sus problemas físicos gracias a la Teletón uruguaya y se convirtió en ejemplo de muchos, debido a que su historia fue publicada en la página oficial de la FIFA y varios periódicos importantes.